# Pureza (gases)
La pureza de un gas es una indicación de la cantidad de otro gas que contiene. Una pureza alta es una indicación de un contenido bajo de otros gases. Al ser un gas de mayor pureza se considera que son de mejor calidad y suelen ser más caros.

## Formas de expresión
El grado de pureza de un gas normalmente se expresa como un porcentaje de los moles de los gases en comparación con el número de moles totales.
También hay una forma abreviada de un valor de porcentaje que expresa la clase de pureza del gas con una fracción decimal, en el que el primer dígito representa el número de veces que el número nueve es repetido, y el último dígito del valor fractal representa el último dígito del valor del porcentaje que no sea un nueve. Por ejemplo, una pureza de 99,97% puede ser abreviado como 3,7 y una pureza de 99,9999% como 6,0. Esta anotación es de uso general entre los productores de gas para indicar brevemente la calidad del producto.

## Clasificación
Una de las maneras más usadas para clasificar los gases en función de su pureza los divide en tres grupos:
- Técnica, cuando tienen un porcentaje entre 95% y 99%;
- Puro, cuando su título se encuentra entre 99% y 99,99%;
- Purísimo o ultrapuro, si el título es encontrado entre los valores 99,99% y 99.99999%

## Impurezas
Cualquier gas, por muy puro que sea, siempre contiene impurezas, ya sea procedente de las materias primas de las que se extrajo el gas o de la contaminación externa que pudo producirse durante el proceso de producción o purificación del gas. Las impurezas que se encuentran con mayor frecuencia son el vapor de agua, componentes del aire (principalmente oxígeno y nitrógeno), monóxido y dióxido de carbono, diversos hidrocarburos, etcétera. Las impurezas contenidas se indican con diferentes unidades de medida, en función de la magnitud de la cantidad presente y si se refiere al contenido en términos de masa, volumen o moles. Las unidades de medida se emplean habitualmente en partes por millón y partes por mil millones.
Para el usuario, también puede ser muy importante conocer las especificaciones de las impurezas (tipo y cantidad de impurezas), y el título del gas. De hecho, en la elección de un gas para una aplicación específica, puede suceder que sean particularmente intolerables unas muy pequeñas cantidades de un componente específico, mientras que las cantidades mucho más altas de otros componentes son perfectamente inofensivas. En tales casos, es evidente que no hay que basarse únicamente en el título del gas para determinar si el gas es suficientemente puro.

## Aplicaciones especiales
Por los motivos anteriormente descritos, en algunos sectores, (en especial en medicina o los usados en los alimentos) los gases no se caracterizan por el grado de pureza; se vuelve una cuestión de especificaciones.